# Porinas

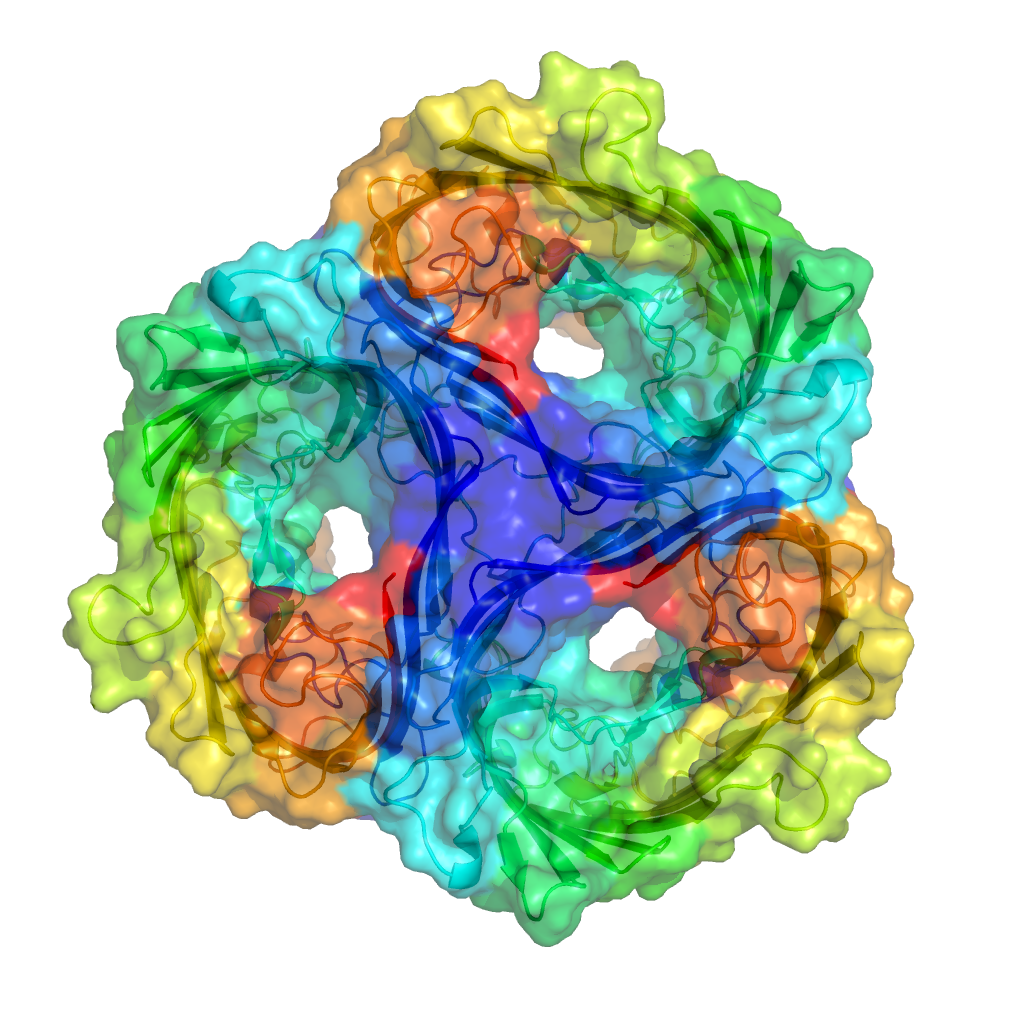
Una porina específica para sucrosa de Salmonella typhimurium, una bacteria gram-negativa.

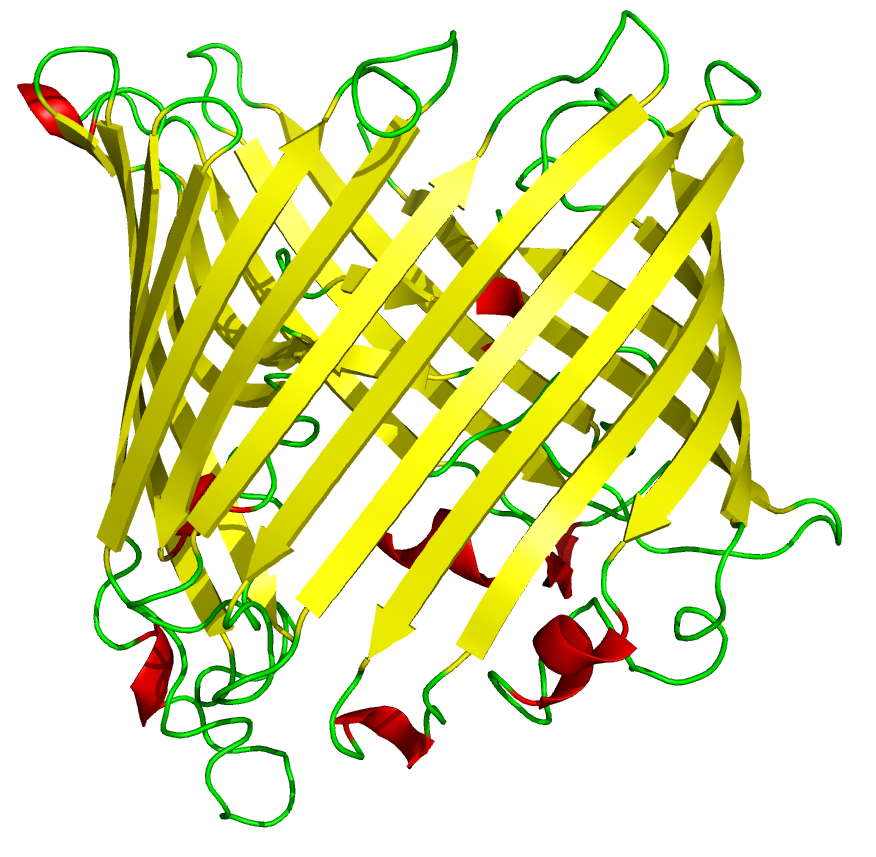
Un monómero de la misma proteína visto de perfil, ilustrando la estructura antiparalela barril beta.

Las porinas son proteínas con estructura barril β formadas por láminas β.Pertenecen a las proteínas integrales de membrana, que son las que se ubican a través de una membrana celular y funcionan como poros a través de los cuales las moléculas pequeñas se pueden difundir. A diferencia de otras proteínas de transporte de membranas, las porinas son lo suficientemente grandes para permitir procesos de difusión pasiva, por tanto actúan como canales que son específicos para diferentes tipos de moléculas. Están presentes en la membrana exterior de las bacterias gram-negativas y algunas bacterias gram-positivas del grupo Mycolata, y en las células Eucariotas se encuentran en las mitocondrias y los cloroplastos.

## Estructura
Las porinas están compuestas por láminas β. Las láminas β se acomodan usualmente antiparalelas formando un tubo cilíndrico llamado barril β . Su estructura primaria es única en cuanto a que se alternan residuos polares y no polares. Esto significa que los residuos no polares apuntan hacia afuera para interactuar con la membrana lipídica apolar, mientras que los residuos polares apuntan hacia el centro del barril β para interactuar con el canal acuoso. 
El canal de la porina se encuentra parcialmente bloqueado por un loop llamado ojal o "eyelet" que se proyecta dentro de la cavidad. En general, se encuentra entre las láminas 5 y 6 de cada barril, y define el tamaño del soluto que puede pasar a través del canal. Dicho loop se encuentra cubierto casi exclusivamente con aminoácidos cargados, que se organizan en lados opuestos del canal, creando un campo eléctrico transversal a través del poro. El ojal "eyelet" tiene una carga negativa proveniente de cuatro residuos de ácido glutámico y siete residuos de ácido aspartico (en contraste con un residuo de histidina, dos residuos de lisina y tres residuos de arginina), esta carga es compensada por dos átomos de calcio.

## Roles celulares
El transporte de moléculas medianas o con carga a través de la membrana.
Las porinas típicamente controlan la difusión de pequeños metabolitos como azúcares, iones, y aminoácidos
En bacterias gram-negativas, la membrana interna es la mayor barrera permeable, mientras que la membrana externa contiene porinas que le confiere permeabilidad a las moléculas de menos de 1500 daltons.
El término "nucleoporina" se refiere a porinas que facilitan el transporte a través de poros nucleares en la envoltura nuclear. Sin embargo son consideradas diferentes de las demás porinas, (no están clasificadas como porinas en MeSH.)

## Descubrimiento
El descubrimiento de las porinas le ha sido atribuido a Hiroshi Nikaido.